# Stridsvagn L-5
El Räder-Raupen Kampfwagen M28 GFK (en neerlandès: Camió de Wielen-Rupsen), també conegut com a Landsverk-L5 o Stridsvagn L-5 era un tanc experimental de disseny Suec-Alemany de la dècada de 1920. La principal intenció d'aquest projecte era crear un tanc que pogués utilitzar tant rodes com cadenes sense grans canvis. Es van construir un total de 6 prototips. Més endavant, el Reichswehr va cancel·lar el projecte, però Suècia va prosseguir amb el seu desenvolupament. Es van començar a dissenyar i produir a partir de 1929, fins que van ser retirats del servei en Suècia en 1933.

## Desenvolupament
Inspirats per els britànics, els alemanys van començar a produir tanc, sota la direcció de l'enginyer Merker en la dècada de 1920. Diversos d'aquest projectes van aconseguir ser materialitzats en diversos prototips, com el Räder-Raupen Kamfwagen M28, també conegut com a Räder M28 o GFK. No obstant això, el Tractat de Versalles prohibia a Alemanya el disseny i producció de vehicles blindats. Per això, van començar a treballar amb la companyia Landsverk. El seu primer prototip va ser anomenat Landsverk L-5 (a Suècia).Es van completar un total de 6 unitats del L-5. El primer prototip va ser completat en 1929. I en 1930, es van finalitzar els altres 5. Els tres primers tancs van obtenir un motor de 4 cilindres de gasolina Daimler-Benz de 50 CV, i els altres 3 amb un motor Bussing-NAG D7 de 70 CV. En els números de l'1 al 4, el sistema de commutació (Hubvorrichtung) va ser impulsat per un motor elèctric i en els números 5 i 6, per un motor hidràulic.Un dels tancs va ser enviat a la URSS, per e ser sotmès a unes proves de rendiment en el camp de proves de Kama. Els altres cinc van romandre a Suècia. Però, al camp de proves es va demostrar que el tanc era un conjunt d'errors, ja que la majoria de les peces es trencaven amb facilitat. Els cinc que s'havien quedat a Suècia van ser demolits. El últim d'aquests, el que estava a Kama, probablement va ser retornat a Alemanya en 1933, on va ser desmontat. El Reichswehr va posar fi al disseny de vehicles amb rodes, i a Suècia aquest tipus de tancs es van seguir dissenyant i els va entusiasmar. El disseny va ser revisat i es va dissenyar un nou tanc, i es va produir el més famós L-30. Aquest disseny va funcionar be, però va ser eclipsat pel L-10.

## Armament
El canó tenia la capacitat de dispar en angles de -10 ° fins a 30 °, la metralladora muntada en el cos de -15 ° a 35 °, i la metralladora coaxial de -5 ° a 77 °.
La torreta disposava de 6 visors per al comandant del tanc que estaven protegitas amb vidres blindats.

## Funcions
En la part central del tanc, estava situada la zona de combat, on estaven situats els llocs del tirador i el del comandant. El canó de 37 mm i una metralladora de 7,92 mm van ser muntats a la torreta del tanc. La segona metralladora de 7,92 mm va ser instal·lada a la part frontal del tanc. Per al canó de 37 mm podien arribar a ser emmagatzemades 200 bales (o obusos) i per a les metralladores de 7,92 mm, podien emmagatzemar fins a 2000 bales. A la part posterior del tanc estava situat el segon conductor, cosa que havia de millorar la mobilitat i estabilitat del tanc. I aquest vehicle era capaç d'utilitzar rodes i cadenes per a moure's.